# Eucrostes
Eucrostes là một chi bướm đêm thuộc họ Geometridae.

## Các loài
- Eucrostes disparata (Walker, 1861)
- Eucrostes indigenata (Villers, 1789)